# Стадіо Доріко
Стадіон Доріко (італ. Stadio Dorico) — спортивна споруда в місті Анкона, колишній стадіон футбольного клубу «Анкона», який грав тут з 1931 по 1992 рік. Також на арені грала команда з американського футболу «Дольфінз Анкона».

## Історія
Він був побудований в 1931 році і мав назву Стадіо дель Літоріо до падіння фашистського режиму .
У 1992 році, коли «Анкона» вперше в історії вийшла до Серії А, команда переїхала на більш просторий «Стадіо Дель Конеро».
Рекорд відвідуваності стадіону відбувся на матчі «Анкона»-«Удінезе» в останньому турі Серії B 1991/92 .

## Структура та місце розташування
Стадіон розташований на вулиці Віале-делла-Вітторія, недалеко від Пасетто, одного з найкрасивіших морських курортів регіону.